# Shanghai Surprise
Shanghai Surprise ist eine von Metro-Goldwyn-Mayer produzierte britische Abenteuer-Komödie aus dem Jahre 1986 mit Sean Penn und Madonna in den Hauptrollen. Der Film basiert lose auf dem Roman „Faraday’s Flowers“ von Tony Kendrick.

## Handlung
Der Film spielt im Shanghai des Jahres 1937 während der teilweisen Besatzung Chinas durch Japan. Der erfolglose Krawattenverkäufer und Glücksritter Glendon Wasey lauert im städtischen Hafen auf eine Möglichkeit das Land in Richtung Heimat zu verlassen. Dabei lernt er die Missions-Krankenschwester Gloria kennen, welche ihm die Passage gegen eine Gefälligkeit zu organisieren verspricht. Wasey geht diesen Handel schließlich ein.
Recht bald merkt Glendon, dass der Auftrag auch gewisse Tücken hat. Er soll Gloria bei der Suche nach einer größeren Menge Opium helfen. Das Rauschgift ging gut ein Jahr zuvor verloren, als der Gauner Walter Faraday versuchte es außer Landes zu schmuggeln. Wasey durchlebt während der folgenden Filmhandlung ein wendungsreiches wie gefährliches Abenteuer, bei dem er mehr als einmal um sein Leben zu fürchten hat. Zunächst scheint Gloria ein doppeltes Spiel mit ihm zu spielen, dann offenbart sich der Kirchvertreter an Glorias Seite als der totgeglaubte Faraday, welcher ebenfalls nach dem Opium trachtet und schließlich wird das Paar von diversen Gangstern der Shanghaier Unterwelt gejagt.
Am Ende gelingt es Glendon und Gloria, allen Gefahren zu trotzen und die Betrüger zu überrumpeln. Beide werden ein Paar und kehren per Schiff in die USA zurück.

## Kritik
„Naiv-verworrener Abenteuerfilm, der abgedroschene Genretypik und Klischees mit rassistischen Verzeichnungen verbindet.“

## Trivia
- Der Film wurde ein großer finanzieller Misserfolg. Bei Produktionskosten von geschätzten 17 Millionen US-Dollar spielte er nur etwas mehr als 2,3 Millionen Dollar wieder ein. Zudem wurde der Streifen (teils abwertend auch als „Flop Suey“ tituliert) von Kritikern verrissen.
- Sean Penn und Madonna waren auch im richtigen Leben ein Paar. Die Ehe der Sängerin mit dem Schauspieler hielt von 1985 bis 1989.
- Der Ex-Beatle George Harrison wirkte vielfach bei der Entstehung des Filmes mit. Er war als Produzent tätig und komponierte die Filmmusik. Zudem spielte er eine kleine Nebenrolle als Nachtclubsänger.
- Drehorte waren Hongkong, Macau und London.
- Eine Zeit lang war Tom Hanks für die Hauptrolle im Gespräch. Den Part des Walter Faraday sollte ursprünglich Bernard Hill spielen.

## Auszeichnungen
Goldene Himbeere
- Gewonnen: Schlechteste Schauspielerin: Madonna
- Nominiert: Schlechtester Film
- Nominiert: Schlechtester Regisseur: Jim Goddard
- Nominiert: Schlechtestes Drehbuch: John Kohn und Robert Bentley
- Nominiert: Schlechtester Schauspieler: Sean Penn